# James Bickford
Pour les articles homonymes, voir Bickford.
James « Jim » Bickford, Jr., né le 2 novembre 1912 à Lake Placid et mort le 3 octobre 1989 à Rainbow Lake (en), était un bobeur américain.

## Biographie
Fils de Hugh Harrison Bickford et Gladys Bickford, James John Bickford est le second né d’une fratrie de 4.
Durant la Seconde Guerre mondiale, James Bickford s’engage et devient sergent.

### Carrière
Il a participé à quatre reprises aux Jeux olympiques d'hiver, et a été désigné porte-drapeau de la délégation américaine pour les cérémonies d'ouverture de 1952 et de 1956. En 1948, il avait remporté la médaille de bronze avec le bob à quatre aux Jeux de Saint-Moritz. Le bobeur est monté aussi à trois reprises sur le podium des Championnats du monde. Après sa carrière de sportif, il devint garde forestier dans le secteur de Lake Placid.

### Vie privée
James Bickford se marie avec en 1936 avec Cora Jane Bickford, née Newell. Il a une fille nommée Sandra Jane Bickford en 1947.

## Palmarès

### Jeux Olympiques
- : médaillé de bronze en bob à 4 aux JO 1948.

### Championnats monde
- : médaillé d'argent en bob à 4 aux championnats monde de 1949 (en) (avec Henry Sterns, Pat Buckley et Donald Dupree).
- : médaillé de bronze en bob à 4 aux championnats monde de 1937 (avec William Dupree, Clifford Gray) en bob à 2 en 1954 (en)(avec Stanley Benham).